# Martin Prenninger
Martin Prenninger, genannt Martinus Uranius (* um 1450 in Erding; † 28. März 1501 in Tübingen) war ein deutscher Humanist und Rechtsgelehrter.

## Leben
Martin Prenninger entstammte einer wohlhabenden und angesehenen Familie aus der altbayrischen
Herzogstadt Erding. Er immatrikulierte sich am 13. Oktober 1465 an der Artistenfakultät der
Universität Wien und wurde im Sommersemester 1467 Bakkalar. 1472 ging Prenninger als Magister Artium an die Universität Ingolstadt und wurde dort einer der sechs besoldeten Kollegiaten der Universität. Für das Wintersemester 1475/1476 wurde er zum Dekan einer der beiden erst 1478 vereinigten Artistenfakultäten, der nominalistischen, gewählt.
Von 1476 bis 1478 war Prenninger in Prozesse vor dem Ingolstädter Rektorgericht verwickelt. 1478 richtete er bei der Ulmer Offizin von Johann Zainer eine Druckvorlage ein. Es ist daher nicht gesichert, wann er seine Studien in Florenz aufnahm, das damals die Hauptstadt der Renaissance war. Schon bald wurde er in den Kreis der Florentiner Platoniker um den Humanisten Marsilio Ficino aufgenommen, einen lockeren Zusammenschluss ohne institutionellen Rahmen, der früher irreführend als „Platonische Akademie“ bezeichnet wurde. Prenninger verband mit Ficino eine enge und lebenslange Freundschaft. Unbestimmt ist auch die Zeit, wann Prenninger an die berühmte Universität Padua wechselte, um sich dem juristischen Studium zu widmen.
Vermutlich promovierte er auch hier zum „Doktor beider Rechte“ („doctor iuris utriusque“, des weltlichen und des kanonischen Rechts, d. h. des Kirchenrechts). Nach seinem Universitätsstudium kehrte Prenninger nach Deutschland zurück, heiratete um 1480/1482 in Ulm Barbara Rottengatter aus einem Ulmer Handelshaus, trat als Advokat in den Dienst des Bischofs von Konstanz ein und wurde bischöflicher Kanzler. 1490 übersiedelte er auf Wunsch des württembergischen Grafen Eberhard V. (im Bart) nach Tübingen, wo erst 1477 die Eberhard Karls Universität gegründet worden war, und erhielt dort auf Grund eines Bestallungsvertrags mit dem Grafen vom 15. April 1490 und immatrikuliert am 31. Dezember 1490 den Lehrstuhl eines Ordinarius für kanonisches Recht auf Lebenszeit. Dafür musste der bisherige Ordinarius für kanonisches Recht Hieronymus von Croaria auf den von Ulrich Krafft Ende 1490 freigemachten ordentlichen Lehrstuhl für weltliches (römisches bzw. kaiserliches) Recht wechseln. Außerdem ernannte ihn Graf Eberhard V., der spätere Herzog Eberhard I., zu seinem Rat, ebenfalls auf Lebenszeit, wobei das neben dem Professorengehalt von jährlich 120 Gulden zusätzlich vereinbarte Ratsgehalt von 100 Gulden geheim zu halten war, da andere Professoren – so Graf Eberhard in seinem Angebot – dem Landesherrn "allein auf Gnade" zu dienen hatten. Teile seiner Vorlesungsmanuskripte wurden zwischen 1677 und 1713 mehrfach gedruckt. Die 1597 und 1607 in drei Foliobänden erschienene Gutachtensammlung Prenningers ist die älteste Konsiliensammlung eines deutschen Rechtslehrers, die jemals gedruckt wurde.
Schon bei seinen Zeitgenossen besaß Martin Prenninger wegen seiner humanistischen Bildung und seiner juristischen Kenntnisse den Ruf eines herausragenden Gelehrten. Dieses Ansehen spiegelte sich nicht zuletzt in seinen Honoraren wider, die er für seine Gutachten einfordern konnte. Sie brachten ihm zusammen mit der ebenfalls außergewöhnlich hohen Besoldung als Ordinarius
und württembergischer Rat ein beträchtliches Vermögen ein. Prenninger erwarb um 1495 von den Augustinerinnen für 4000 Gulden das Tübinger Klosterareal. Prenningers Ehefrau Barbara verstarb am 20. April 1501, nur 23 Tage nach dem Tod Martins. Das Ehepaar Prenninger fand seine letzte Ruhestätte in der Kirche des Klosters Bebenhausen und hinterließ, soweit bekannt, die vier Söhne Marsilius, Virgilius, Bernhard und Johannes sowie die Töchter Barbara und Magdalena (Nachweise bei Finke, Tübinger Professorenkatalog, Bd. 1,2, Tübingen 2011, S. 257f., Anm. 35). Prenningers Erben veräußerten das Tübinger Klosterareal der Augustinerinnen 1505 an das Kloster Blaubeuren weiter.

## Werke (Auswahl von Drucken)
- Consiliorum sive responsorum D. Martini Uranii cog. Prenninger (...), hrsg. von Friedrich Prenninger, Bde. 1 und 2: Frankfurt am Main 1597, Bd. 3: Frankfurt am Main 1607
- Dn. Martini Vranii, cognominati Prenninger, (...) Lecturae sive elucubrationes in aliquot insigniores (...) Decretalium titulos, videlicet: de constitutionibus, de rescriptis, de testibus et attestationibus, de iurejurando, de exceptionibus, de praescriptionibus (...), hrsg. von Friedrich Prenninger, Straßburg 1608, Frankfurt am Main/Straßburg 1609, Straßburg 1610
- Teilausgabe der "Lecturae": Martini Uranii (...) Lecturae cum additionibus in titulos Decretalium de testibus et attestationibus, Nürnberg 1703 (auch angebunden an bzw. enthalten in Sammelbänden von Prosper Farinac(c)ius 1677, 1713 und 1723)